# 멜리하

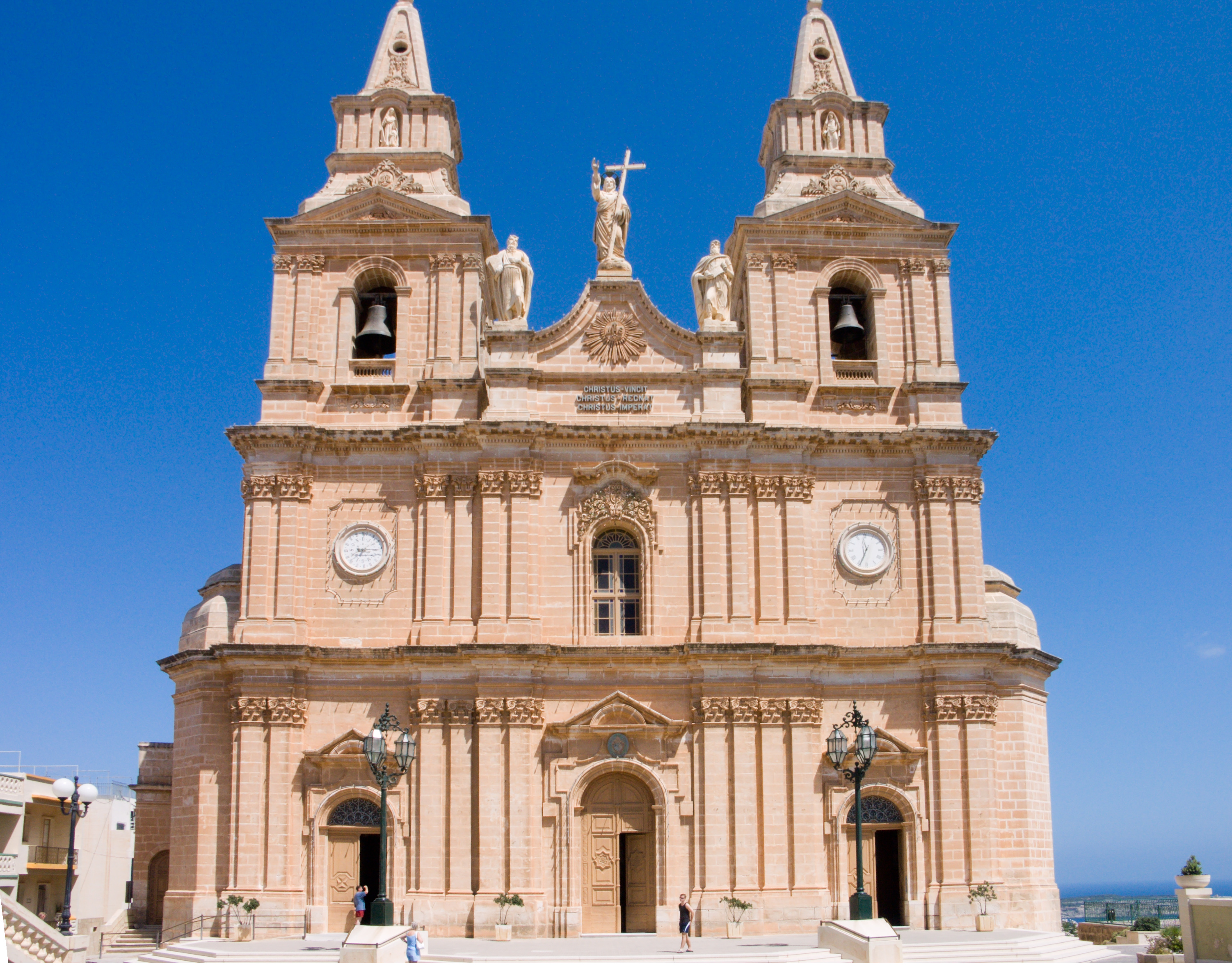
멜리하 성모 마리아 사원

멜리하의 위치

멜리하(몰타어: Mellieħa)는 몰타 북서부에 위치한 도시로 면적은 22.6km2, 인구는 7,221명(2008년 12월 기준)이다. 백사장과 천혜의 자연 환경으로 인해 휴양지로 널리 알려져 있다.

시기
시 문장